# Psichedelico

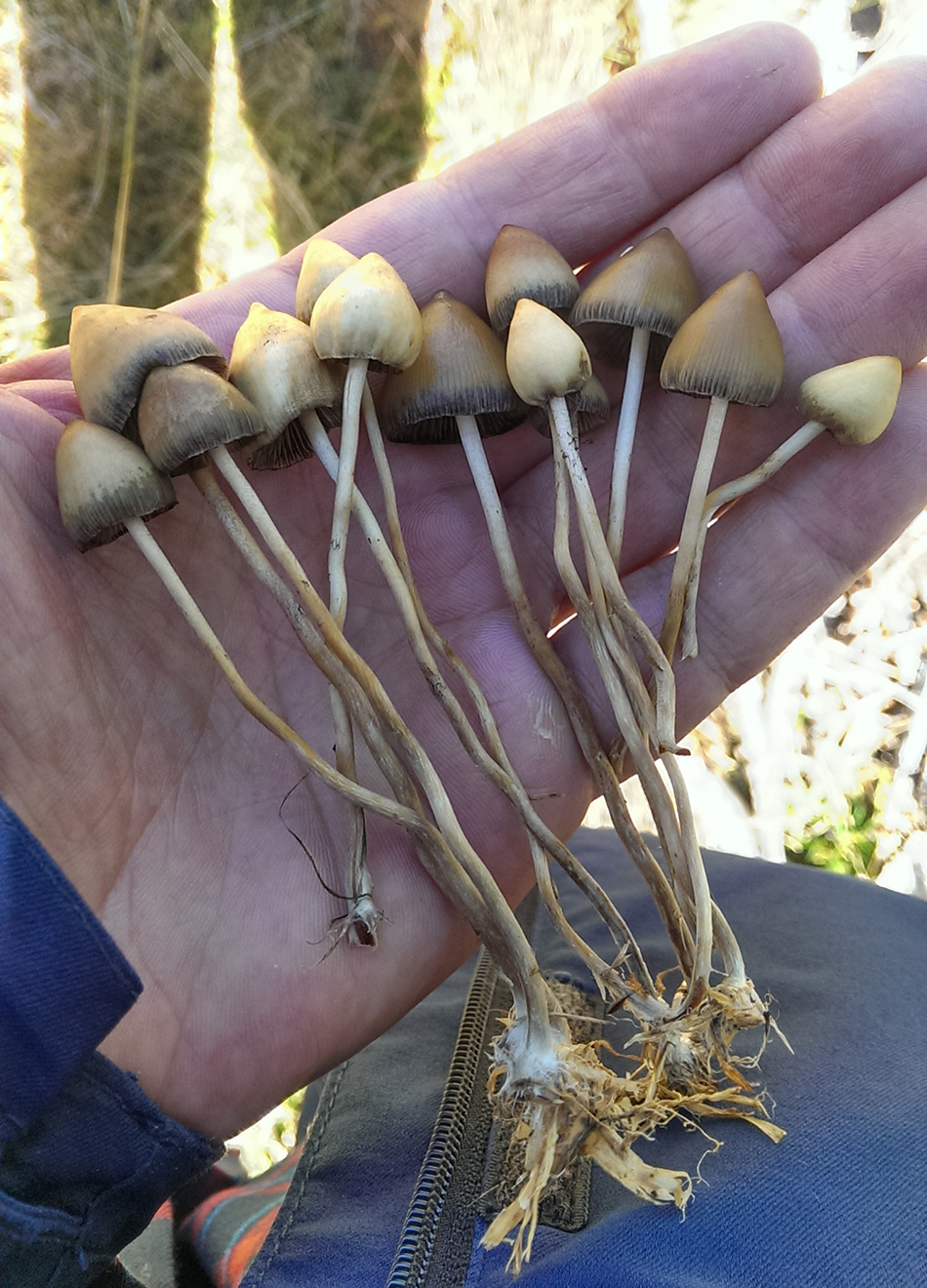
Funghi di tipo Psilocybe

Lo psichedelico (meno comunemente psicodelico) è una sostanza in grado di alterare temporaneamente la sfera senso-percettiva e lo stato di coscienza di un soggetto. In misura più o meno intensa a seconda della sostanza e del dosaggio, vengono indotte modificazioni della percezione (allucinazioni o distorsioni della realtà), delle sensazioni (es. sinestesia), dello scorrere del tempo, della percezione di sé e dell'ambiente circostante, talvolta anche esperienze mistiche, di espansione della coscienza (effetto enteogeno) e amplificazione emotiva (effetto empatogeno).
I principali composti psicoattivi psichedelici sono l'LSD, la mescalina, la psilocibina (contenuta in funghi del genere Psilocybe) e la dimetiltriptamina (DMT).

## Origine del termine
Il termine deriva dalle parole greche ψυχή (psyche) e δηλόω (deloo), «manifestare», ed è stato coniato nel 1956 da Humphry Osmond in una lettera ad Aldous Huxley per definire le sostanze che "liberano il pensiero dalle sovrastrutture delle convenzioni sociali". Nella missiva, Osmond aveva coniato la parola psichedelico come nuovo termine per definire, al posto di psicotomimetico, "le sostanze che alteravano la mente". Huxley sbagliò tuttavia a leggere la lettera e gli rispose utilizzando il termine psicodetico. Osmond a sua volta gli rispose quanto segue: «Per piombare nell’Inferno o librarti in volo angelico basta un pizzico di psichedelico». Ancora una volta Huxley fraintese la parola, che trasformò in psicodelico, continuò a usare questo termine al posto di “psichedelico”, giudicando il secondo errato. Da qui il termine psicodelico a volte utilizzato nel gergo comune.

## Descrizione generale
Gli psichedelici rientrano nella più ampia famiglia delle sostanze allucinogene (per allucinogeno si intende una qualsiasi sostanza in grado di alterare la percezione dei sensi e/o causare vere e proprie allucinazioni), di cui rappresentano una sottoclasse. Gli allucinogeni comprendono sia gli psichedelici veri e propri (come LSD, mescalina, DMT o psilocibina) ma anche i dissociativi (come ketamina o PCP) e i delirogeni (di cui alcuni sono anche veri e propri veleni, come lo stramonio comune o l'atropa belladonna).
La differenza sostanziale con le altre sostanze allucinogene o stupefacenti, come gli stimolanti o gli oppiacei, è che lo psichedelico tende ad alterare qualitativamente lo stato di coscienza e la sfera senso-percettiva in maniera simile ad altri stati non ordinari di coscienza come meditazione, trance, l'ipnosi, il sogno, le near-death-experience, la deprivazione sensoriale.
La maggior parte degli studi dimostrano che gli psichedelici sono fisiologicamente sicuri e raramente portano alla dipendenza. I maggiori pericoli derivano principalmente dagli infortuni che possono verificarsi a causa dell'alterazione della sfera senso-percettiva indotta dalla sostanza. Il nesso causale tra l'uso degli psichedelici e lo sviluppo di psicosi, ipotizzato in passato, è stato escluso da studi più recenti. Una patologia associata all'uso di psichedelici (specie se prolungato o ad alte dosi) è il disturbo persistente della percezione da allucinogeno.
La maggior parte delle sostanze psichedeliche è illegale in tutto il mondo ai sensi della convenzione unica sugli stupefacenti delle Nazioni Unite, eccetto in alcuni casi l'uso in un contesto religioso o di ricerca. Solo recentemente, la psilocibina è stata approvata per uso medico in alcuni Stati nel trattamento di particolari psicopatologie. Nonostante ciò, l'uso ricreativo di sostanze psichedeliche è comune, secondo i risultati di un sondaggio svolto nel 2022 il 28% degli americani ha fatto uso di uno psichedelico in qualche momento della propria vita.
Gli studi condotti utilizzando la psilocibina in ambito psicoterapeutico rivelano che le sostanze psichedeliche potrebbero aiutare a trattare disturbi come la depressione, la dipendenza dall'alcol e da nicotina e altre psicopatologie.

## Storia

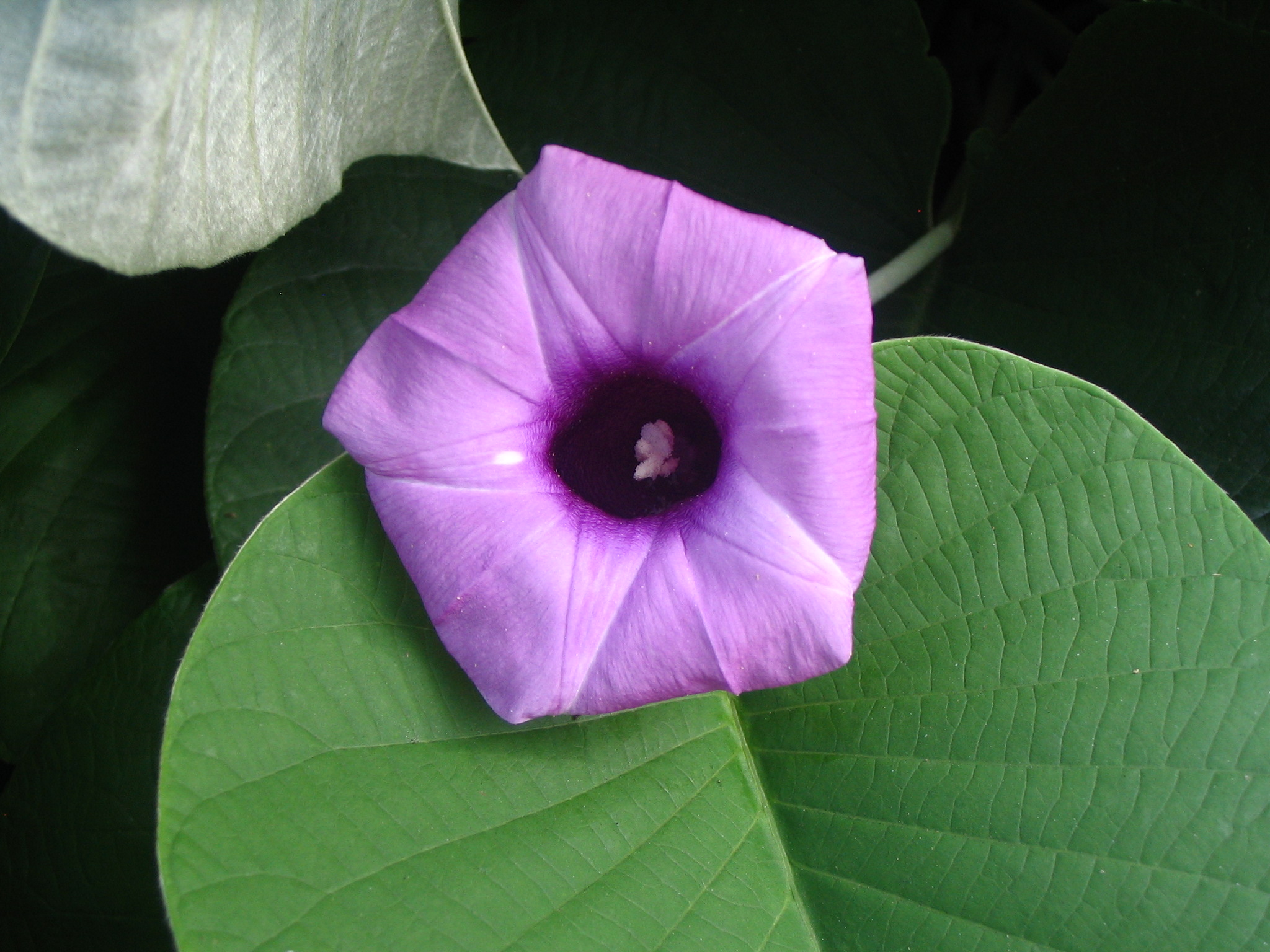
Argyreia nervosa

Le sostanze psichedeliche naturali sono contenute in molte specie vegetali diverse. Sono utilizzate da millenni in varie popolazioni del mondo nel corso di riti sciamanici e divinatori, per via della capacità di indurre esperienze mistiche e rivelatorie, di contatto con la divinità, di connessione con la madre terra, così come nella medicina tradizionale, per via di alcune percepite capacità curative sia fisiche che mentali. Si tratta dell'effetto enteogeno. I composti più noti utilizzati a tale scopo sono la psilocibina, contenuta in molti funghi allucinogeni, la mescalina, ricavata da alcuni cactus come il peyote o il San Pedro, la DMT, ricavata principalmente da alcune piante della foresta amazzonica e preparata tradizionalmente in forma di decotto (ayahuasca).
L'LSD fu scoperto per caso nel 1943 dal chimico Albert Hofmann; dopo una relativa diffusione come coadiuvanti alla psicoterapia negli anni '50, gli psichedelici si trovarono al centro di un notevole interesse scientifico e ricreativo nel decennio successivo, tal da farli entrare nella cultura di massa e da scatenare un attacco mediatico e politico che portò alla messa al bando dell'LSD nel 1966, portando al blocco di tutti gli studi scientifici su di esso; i maggiori psichedelici divennero illegali nella maggior parte del mondo dal 1971, quando fu pubblicata una risoluzione delle Nazioni Unite, per via dell’assenza di usi terapeutici ufficiali, della mancanza di informazioni sull’impatto sulla salute fisica e mentale derivante dal loro uso e per la tutela della salute pubblica.  Tuttavia in alcuni stati ne è rimasto consentito l’uso in particolari casi, come ad esempio nel corso di riti religiosi.
A partire dalla metà degli anni Zero c’è stato un rinnovato interesse scientifico per le proprietà curative di questi composti nei confronti di alcune patologie, come la cefalea a grappolo, l'ansia da fine vita o la depressione, con un conseguente sollevamento dei blocchi alla ricerca e, nel 2019, anche la depenalizzazione in città americane quali Oakland e Denver.

## Farmacologia
Le sostanze psichedeliche appartengono per la maggior parte a tre diverse famiglie di composti: 
- triptamine: derivate dalla struttura della serotonina, ne fanno parte ad esempio la DMT e la psilocibina.
- lisergiammidi: derivati dell'acido lisergico di cui il più noto rappresentante è LSD.
- feniletilammine: derivati della feniletilammina (la stessa classe chimica a cui appartengono le amfetamine) di cui fanno parte ad esempio i composti della famiglia 2C-x.

Pur avendo strutture chimiche diverse, tutte devono la loro azione farmacologica prevalente all'attivazione dei recettori 5HT2A della serotonina, a cui si aggiunge la capacità caratteristica di ogni differente molecola di interagire con un particolare insieme di altri target farmacologici che possono modificare gli effetti, sia in senso positivo che negativo. 
La radice biologica degli effetti psichedelici e terapeutici, cioè degli effetti acuti e a lungo termine di queste sostanze, non è ancora stata determinata chiaramente. Ciò che è certo è che sembrano tutte essere legate all’attivazione del recettore serotoninergico 5-HT2AR. Questo recettore è espresso ampiamente in tutto il cervello, ed è associato alle funzioni cognitive ed alle interazioni sociali. L’attivazione di questi recettori va a modificare l’attività di un enzima chiamato fosfolipasi C, ed il bloccaggio di questo recettore è in grado di annullare gli effetti degli psichedelici e migliorare i sintomi psicotici dei pazienti con schizofrenia. Infatti, molti farmaci antipsicotici agiscono come antagonisti di questo recettore. Non tutti i composti che agiscono come agonisti di tale recettore sono però in grado di indurre esperienze psichedeliche: ad essere coinvolta sembra infatti una sua particolare forma che deve essere ancora individuata con certezza, ovverosia quella coniugata ad un particolare sottotipo di recettore per il glutammato oppure quella solubilizzata nel citosol intracellulare.
L’effetto a livello cerebrale sembrerebbe quello di mettere in connessione aree normalmente non comunicanti, creando uno stato di estrema disorganizzazione dell’attività cerebrale, detto in termini più tecnici di elevata entropia, che sembrerebbero però in grado di permettere il superamento di schemi mentali disfunzionali e quindi generare effetti positivi a lungo termine. Nel caso della psilocibina ad esempio stato dimostrare la capacità di resettare l’attività elettrica disfunzionale dei circuiti cerebrali dei pazienti depressi, mentre altre sostanze come l’LSD e il DMT sembrano in grado di stimolare la formazione di nuove connessioni sinaptiche.

## Usi medici

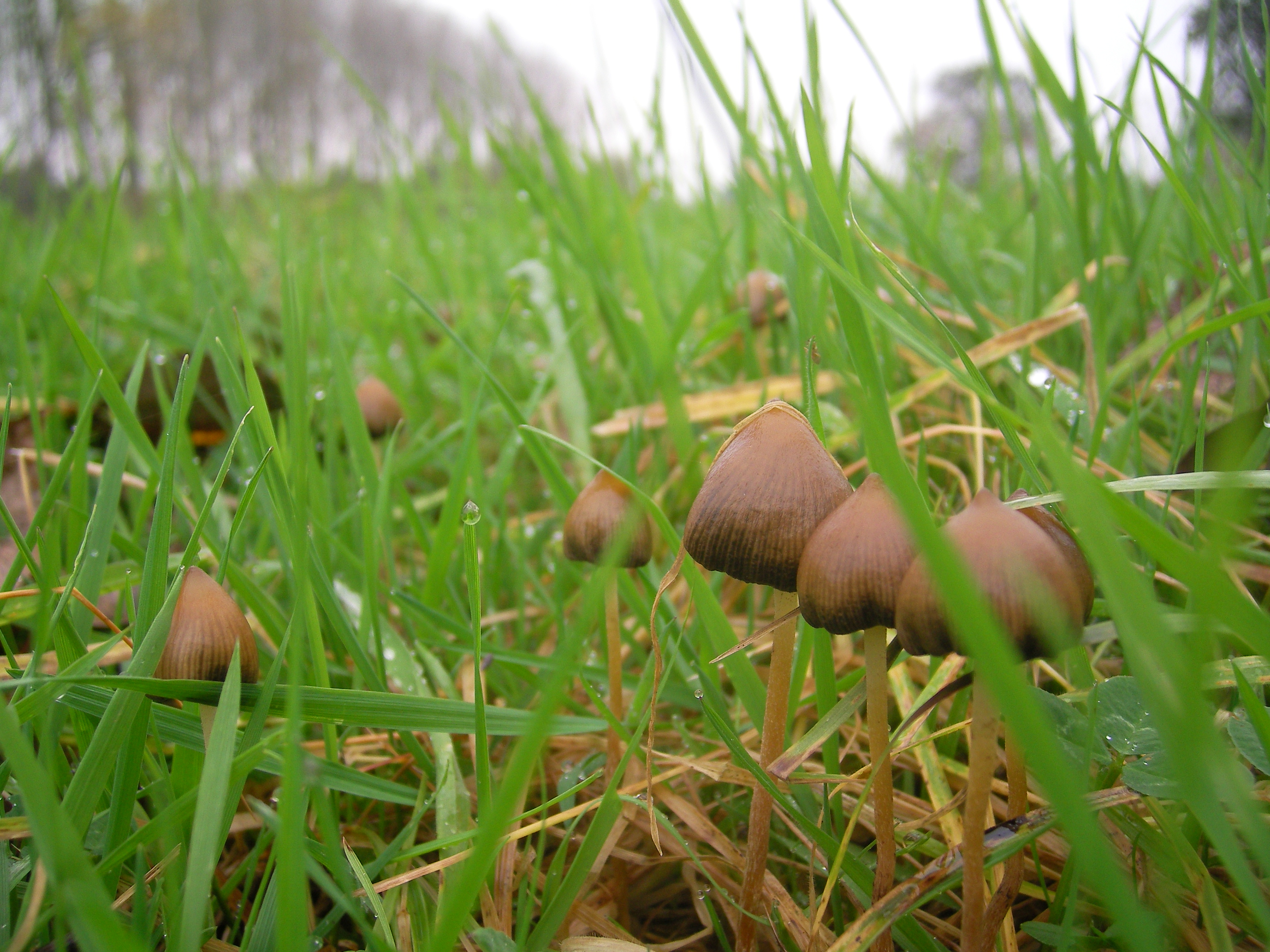
Esemplari di Psilocybe semilanceata

Nella metà del '900 le sostanze psichedeliche conobbero un periodo di notevole studio ed interesse scientifico, che le portò ad essere sperimentate nel trattamento di numerose patologie psichiatriche e nella cosiddetta psicoterapia psichedelica, nel trattamento delle dipendenze ma anche per utilizzi militari nell'ambito del progetto MKULTRA della CIA. Tuttavia, contemporaneamente, crebbe anche l'uso al di fuori di contesti medici specie nelle comunità contro-culturali, il che portò, nel 1966, al bando degli psichedelici, cosa che fermò anche la sperimentazione scientifica per le sopravvenute difficoltà a procurarsi i campioni delle sostanze e per lo stigma sceso su tale campo di ricerche.
Solo a partire dal Forum Psichedelico Mondiale del 2006 di Basilea, che per la prima volta ha raccolto scienziati e medici qualificati a discutere del tema, e grazie anche alle nuove tecniche impostesi nelle neuroscienze, sono ripresi gli studi su queste sostanze, che sembrano confermare le notevoli proprietà terapeutiche di alcuni composti, quando usati in contesti strettamente controllati, sia nei confronti di patologie psichiatriche che di miglioramento generale della qualità di vita percepita anche nei soggetti sani.
Ad esempio, recenti studi hanno dimostrato come l’esperienza indotta dalla psilocibina, lo psichedelico contenuto in alcuni funghi allucinogeni del genere Psylocibe, sia in grado di esplicare rapidi, consistenti e duraturi effetti antidepressivi ed ansiolitici anche in pazienti resistenti ad altre terapie farmacologiche ed anche a seguito di una sola somministrazione. Altri studi hanno evidenziato come l'ayahuasca, una bevanda rituale delle tribù amazzoniche contenente la triptammina endogena DMT, sia in grado di migliorare il senso di benessere inducendo un cambiamento positivo in alcuni tratti della personalità dei soggetti sottoposti a sperimentazione.
Altri piccoli studi ne hanno evidenziato la capacità delle sostanze psichedeliche di aiutare ad uscire dalle dipendenze da altre sostanze stupefacenti. A supporto di tale evidenze, raccolte attraverso sperimentazioni su umani condotte soprattutto nei decenni passati, c'è un recente studio sui ratti che evidenzia i meccanismi biologici alla base di tali evidenze, portando prove a supporto delle suddette osservazioni sugli esseri umani.
Queste ed altre evidenze sperimentali hanno suggerito l’utilizzo dei composti psichedelici, in ambito medico e controllato, per il trattamento di patologie come ansia e depressione,, depressione resistente ai trattamenti nonché delle dipendenze come l’alcolismo,, il tabagismo, la dipendenza da eroina, da cocaina, da crack, e da metanfetamina. Il trattamento di tali patologie richiede trattamenti farmacologici prolungati e non sempre efficaci. Nel 2018 la Food and Drug Administration (FDA) ha assegnato la Breakthrough Therapy Designation per la terapia assistita da psilocibina per la depressione resistente al trattamento. Nel 2019 la FDA ha concesso la designazione anche per la terapia con psilocibina nel trattamento del disturbo depressivo maggiore.
Altri studi condotti tra il 2018 e il 2019 dall'Università di Saõ Paulo e dal King's College di Londra hanno dimostrato che gli psichedelici promuovono la plasticità strutturale e funzionale dei neuroni, riducono il tasso di riconoscimento delle espressioni facciali negative – tendenza legata all’ansia e ai disordine dell’umore – in favore di un maggior riconoscimento di quelle positive e portano a un calo della propensione alla violenza domestica.

## Le sensazioni psichedeliche

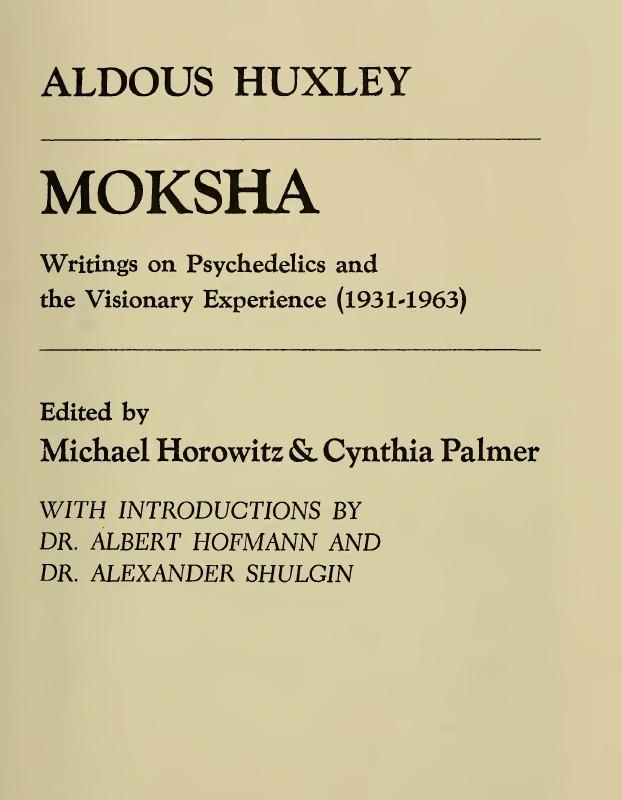
Moksha: Writings on Psychedelics and the Visionary Experience (1931-1963), raccolta di saggi di Aldous Huxley del 1977 sul tema delle esperienze psichedeliche dello scrittore.

Le sensazioni psichedeliche sperimentate durante un trip (viaggio) sono soggettive e variano in base alla sostanza assunta e alla dose, allo stato emotivo dell'assuntore (set) e all'ambiente in cui avviene l'assunzione (setting, così come sono stati chiamati dallo psicologo Timothy Leary). A seconda delle sensazioni, piacevoli o spiacevoli, e delle allucinazioni vere e proprie, si distingue il bad trip, un viaggio spiacevole, terrificante o perturbante e il good trip, un'esperienza positiva o esaltante.
Alle dosi inferiori, gli effetti coinvolgono principalmente la sfera senso-percettiva con alterazioni della visione. La più comune è la cosiddetta visione drifting, ovvero percepire progressive e graduali distorsioni e trasformazioni degli oggetti su cui il soggetto concentra la propria attenzione. Meno comuni sono le distorsioni della profondità, il capovolgimento dei colori (cielo arancione, alberi viola, terreno azzurro) o la percezione di una scia che segue gli oggetti che si muovono all'interno del campo visivo. È inoltre frequente percepire colori e contorni in maniera più vivida, così come distinguere immagini familiari (o trame geometriche) all'interno di forme astratte come quelle delle nuvole.
Dosi più elevate determinato, oltre a più intense alterazioni percettive come allucinazioni uditive, visive (chiamate in gergo drifting, morphing, breathing) e fenomeni sensoriali come la sinestesia, anche profondi effetti sulla psiche come alterazione della propriocezione, cioè di come il soggetto percepisce se stesso, sia a livello fisico (percezione del proprio corpo) che mentale (percezione della propria identità), dello scorrere del tempo, esperienze mistiche e spirituali (effetto enteogeno), la percezione di "entità" autonome, un senso di "profonda comunione" con la natura e l'universo, gli altri e l'ambiente circostante che annulla i confini psicologici della persona ("ego death" o dissoluzione dell'io). In particolare questa sensazione porta l'utilizzatore a "dimenticare" temporaneamente di chi è, cancellando per la durata dell'esperienza il ricordo di tutte le esperienze di vita passate, l'identità di sé, gli schemi concettuali e culturali acquisiti e facendo percepire all'utente una sensazione di "rinascita".
Gli schemi e i punti di vista sulla realtà elaborati negli stati di coscienza alterati dallo psichedelico non sono identificabili come irreali, quanto piuttosto come i risultati di processi cognitivi differenti rispetto a quelli attuati in condizioni di normale veglia. Tali percezioni e le riflessioni che le accompagnano possono consentire di avere accesso ad aspetti "subconsci" della propria personalità, dando vita a "esperienze di apprendimento che elevano la coscienza e possono contribuire profondamente allo sviluppo personale" (come affermato dall'antropologo Luis Luna) che sarebbero alla base degli effetti terapeutici rilevati nell'ambito di studi clinici sul potenziale utilizzo medico di questi composti. Ad esempio, uno studio del 2015 del Journal of Psychopharmacology ha dimostrato che gli utilizzatori saltuari di psichedelici mostrano, in virtù di tali esperienze, un'attitudine maggiormente positiva rispetto all'esistenza e sono meno propensi alla depressione e al suicidio.